# Da capo

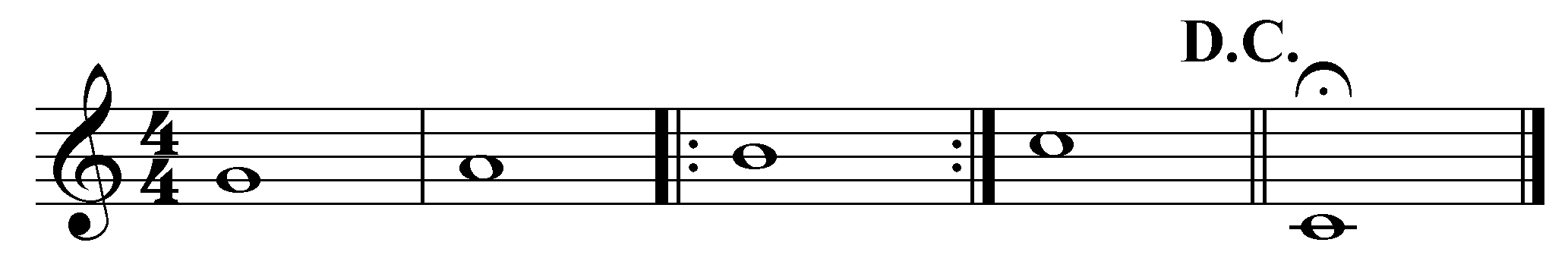
Un esempio di D.C. al Fine.

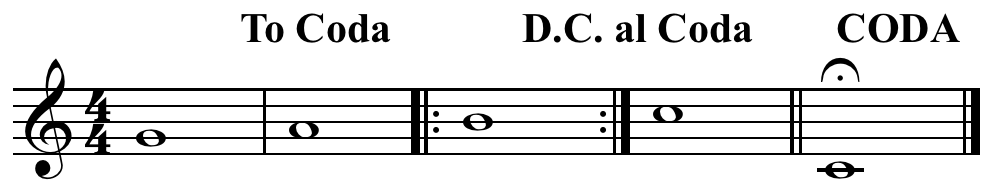
Un esempio di D.C. al Coda.

Nella notazione musicale, l'espressione da capo (in sigla, D.C.) è usata per indicare di riprendere a eseguire la partitura dall'inizio. A volte l'autore indica la parte della composizione che deve essere ripetuta, ad esempio Minuetto da capo.
Variazioni dell'indicazione possono essere:
- Da Capo al Fine: ripetere tutto, dall'inizio alla fine. La "fine" può essere il termine vero e proprio del pezzo oppure l'indicazione scritta fine che indica il termine del passaggio o del movimento, ma non dell'intera composizione.
- Da Capo al Coda: ripetere dall'inizio al punto segnalato con l'indicazione coda, dopodiché suonare la coda.
- Da Capo al Segno: ripetere dall'inizio al segno (𝄋).[2]

## Opera lirica
Nell'opera, l'aria con questa struttura è detta Aria con da capo, che risulta in una forma tripartita con schema A-B-A'. È composta cioè da tre sezioni, dette anche strofe: la prima è un'unità musicale completa che si conclude nella tonalità di impianto, la seconda è in forte contrasto con la prima, mentre la terza, che spesso non viene neppure scritta dal compositore, ma semplicemente indicata con la dizione da capo sulla partitura, consiste nella ripetizione letterale della prima. Tuttavia molto spesso la terza sezione era impreziosita con improvvisazioni e abbellimenti per mezzo dei quali il cantante poteva mettere in mostra tutta la sua abilità e il suo virtuosismo.